# Ulrich Schmidt
| Ulrich Schimdt      |                                                                                      |
| Born                | 1957                                                                                 |
| Outros nomes        | "O Assassino do Feriado" (Holiday Killer)                                            |
| Acusações           | - Homicídio (x5) - Tentativa de homicídio (x3) - Estupro (x5) - Tentativa de estupro |
| Sentença            | Prisão perpétua                                                                      |
| Detalhes            |                                                                                      |
| Vítimas             | - 5 mortas - 4 sobreviventes                                                         |
| Extensão dos crimes | 1987-89                                                                              |
| País                | Alemanha Ocidental                                                                   |
| Estado(s)           | Renânia do Norte-Vestfália                                                           |
| Data de prisão      | 8 de agosto de 1989                                                                  |

Ulrich Schmidt (nascido em 1957), conhecido como O Assassino do Feriado, é um assassino em série e estuprador alemão que matou cinco mulheres em Essen, Alemanha Ocidental, entre 1987 e 1989. Ele também abusou sexualmente de quatro mulheres, a maioria das quais ficaram criticamente feridas. Depois de deixar a sua camêra contendo imagens dele e das suas vítimas na cena do crime do seu ataque final, ele foi preso em 1989, e sentenciado a prisão perpétua em 1991. A alcunha de Schmidt derivava do facto que alguns dos seus crime foram cometidos em feriados públicos.

## Vida inicial
Pouco é conhecido da infância de Schmidt. No entanto, ele veio de uma família quebrada e tinha sido admitido a várias casas desde jovem. Ele também fugiu várias vezes.

## Crimes
O primeiro caso conhecido ocorreu em Essen-Stadtwald na noite de 14 de maio de 1987, quando Schmidt atacou uma mulher de 49 anos nas escadas para a plataforma S-Bahn. Schmidt colocou o seu braço à volta do pescoço dela por trás e exigiu dinheiro sob ameaça. Enquanto a mulher estava à procura por entre a mala, ele cortou-lhe o pescoço e empurrou-a do resto dos degraus da plataforma. Mais tarde, a vítima foi descoberta por transeuntes, que encontraram ajuda. A mulher sobreviveu às suas lesões depois de passar por uma cirurgia de emergência.
Schmidt voltou a atacar a 27 de maio, um dia antes da Festa da Ascensão. Ás 23h, Schmidt tentou estuprar uma assistente de piscina de 46 anos na Oase piscina de lazer numa estacação S-Bahn em Essen-Frohnausen. A polícia chegou ao local depois de uma chamada de emergência de um passageiro que ouviu a vítima a gritar. As autoridades encontraram o corpo nu da mulher num prado abaixo da plataforma. Ela tinha sido esfaqueada 48 vezes com um parafusador.
A 8 de junho de 1987, segunda-feira de Pentecostes, uma mulher de 59 anos foi atacada por Schmidt numa casa de banho em Grugapark. Schmidt forçou a mulher num cubículo, onde lhe exigiu dinheiro sob ameaça. Enquanto estava a atar a sua vítima, a mulher lutou. Depois de uma briga, Schmidt bateu na mulher até ela ficar inconsciente, amarrou-lhe as mãos e as pernas, e cortou-lhe o pescoço, cortando-lhe a traqueia e o esófago. A mulher libertou-se depois de ganhar consciência e chegou a uma estação de ambulância, de onde ela foi imediatamente transportada para o hospital e sobreviveu.
A 5 de julho de 1987, Schmidt matou uma mulher de 63 anos quando ela ia para casa, entre a estação Essen-Kray S-Bahn e o seu apartamente em Essen-Huttrop. Ele pôs o seu braço à volta do pescoço dela e mais uma vez exigiu dinheiro sob ameaça, que a vítima imediatamente lhe deu. Quando Schmidt começou a atar a mulher, ela começou a pedir por ajuda, fazendo com que ele a esfaqueasse várias vezes e fugisse. A mulher foi encontrada pouco tempo depois por transeuntes e levada para o hospital mas morreu quase três semanas depois das suas lesões no fígado, pâncreas, estômago, e baço.
No início da manhã de 15 de março de 1989, Schmidt entrou na casa de Elisabeth Frey, 81, em Essen-Holsterhausen, partindo uma janela. Depois de lhe bater várias vezes com uma arma contundente, Schmidt esfaqueou-a até à morte com uma faca de cozinha. Ele então saqueou o apartamento antes de fugir. O corpo da mulher foi encontrado quatro horas depois pela sua filha.
O próximo homicídio ocorreu na Quinta-feira Santa, 24 de março de 1989, no distrito de Essen-Margarethenhöhe. Uma mulher de 19 anos a caminho de casa na estação de metro Grugabad, foi atacada, amarrada, esfaqueada duas vezes no coração, e então largada atrás de um complexo de garagem, onde o seu cadáver foi descoberto pelo pai. O seu corpo estava completamente vestido, e não teve dinheiro roubado.
A 6 de junho de 1989, Schmidt assassinou Petra Kleinschmidt, uma supervisora municipal de 23 anos num salão de jogos em Essen-Altendorf. Embora a jovem ainda pudesse apertar o botão de alarme, ela esvaiu-se em sangue de dois cortes na garganta antes da polícia chegar. A vítima tinha sido parcialmente despida.
A 19 de junho de 1989, Schmidt atacou uma mulher de 41 anos numa garagem de estacionamento na baixa de Essen. Enquanto a mulher ia para o seu carro, Schmidt enrolou o seu braço à volta do pescoço dela e exigiu dinheiro. Depois de receber dinheiro, ele amarrou a mulher, despiu-a, estuprou-a, e esfaqueou-a duas vezes na garganta. Depois de Schmidt se ir embora, a vítima foi capaz de chegar a um camarote, onde foi salva.
O último ataque foi a 5 de agosto de 1989, quando Schmidt tentou estuprar uma enfermeira geriátrica de 38 anos no seu apartamento em Essen-Rüttenscheid. Depois da vítima pedir por ajuda, o vizinho da vítima correu para ajudar, causando Schimdt fugir. No entanto, ele deixou a sua camêra, que continha fotos dele, da sua mulher, e das suas vítimas.

## Prisão e condenação
A 8 de agosto de 1989, Ulrich Schmidt foi preso perto do apartamento da sua mãe em Essen. Devido ao conselho do seu advogado, ele recusou-se depor. Entretanto, durante uma procura no seu apartamentem botas de combate iguais às pisadas encontradas no apartamento de Elisabeth Fey foram descobertas. Em quatro outros casos, uma conexão entre a vítima e Schmidt poderam ser estabelecidos ao comparar vestígios de cheiro. No procedimento controverso, cães especialmente treinados da escola de cães polícia Schloss Holte-Stukenbrock farejou o cheiro de Schmidt nos objetos das vítimas.
Também foi determinado que Schmidt passava a noite frequentemente na oficina do irmão, que ficava localizada perto de um dos locais do crime. Um dos seus casacos foi encontrado lá. As fibras de Schmidt eram as mesmas que as fibras no local do crime do primeiro homicídio. Schmidt também confessou a dois presos enquanto estava sob custódia. Ele foi eventualmente considerado culpado de cinco homicídios, três tentativas de homicídio, cinco estupros, uma tentativa de estupro, um roubo, e dois assaltos.
Depois de quase dois anos sob custódia e 19 dias de julgamento, ele permitiu ao seu advogado que dissesse ao tribunal que ele já não disputava as alegações da acusação. No entanto, ele não quis falar publicamente sobre as suas ações e motivos, mas segredou com um psiquiatra. Depois de 43 dias de sessões e quase um ano de procedimentos, Ulrich Schmidt foi sentenciado a prisão perpétua em setembro de 1992.